# Dolod (sockenhuvudort i Kina, Inner Mongolia Autonomous Region, lat 44,50, long 121,45)
Dolod (kinesiska: 道老杜, 道老杜苏木, 道老都) är en sockenhuvudort i Kina. Den ligger i den autonoma regionen Inre Mongoliet, i den norra delen av landet, omkring 900 kilometer nordost om regionhuvudstaden Hohhot. Antalet invånare är 9 462. Befolkningen består av 4 635 kvinnor och 4 827 män. Barn under 15 år utgör 15,0 %, vuxna 15-64 år 79 %, och äldre över 65 år 4,0 %.
Runt Dolod är det ganska tätbefolkat, med 58 invånare per kvadratkilometer. Trakten runt Dolod består i huvudsak av gräsmarker.
Genomsnittlig årsnederbörd är 609 millimeter. Den regnigaste månaden är juli, med i genomsnitt 136 mm nederbörd, och den torraste är januari, med 3 mm nederbörd.